# Costa da Mariña occidental
Costa da Mariña occidental este o arie protejată (arie de protecție specială avifaunistică — SPA) din Spania întinsă pe o suprafață de 2.168,82 ha, din care 83 % marine.

## Localizare
Centrul sitului Costa da Mariña occidental este situat la coordonatele 43°44′21″N 7°37′52″W / 43.7392°N 7.6311°V.

## Înființare
Situl Costa da Mariña occidental a fost declarat arie de protecție specială avifaunistică în aprilie 2004 pentru a proteja 1 specie de plante și 27 de specii de animale.

## Biodiversitate
Situată în ecoregiunile atlantică și marină Atlantică, aria protejată conține 26 de habitate naturale: Faleze cu vegetație de pe coastele atlantice și baltice, Fânețe de joasă altitudine (Alopecurus pratensis, Sanguisorba officinalis), Golfuri mici largi și golfuri puțin adânci, Recifuri, Păduri de stejar galițio-portugheze cu Quercus robur și Quercus pyrenaica, Pajiști umede atlantice temperate cu Erica ciliaris și Erica tetralix, Izvoare petrifiante cu formare de travertin (Cratoneurion), Cursuri de apă de la nivel de câmpie la nivel montan, cu vegetație Ranunculion fluitantis și Callitricho-Batrachion, Liziere de ierburi înalte hidrofile de câmpie și de nivel montan până la alpin, Pajiști uscate europene, Pajiști cu Molinia pe soluri calcaroase, turboase sau argilos-nămoloase (Molinion caeruleae), Peșteri marine scufundate complet sau parțial, Dune mobile de-a lungul țărmului cu Ammophila arenaria („dune albe”), Roci stâncoase cu vegetație pionieră de Sedo-Scleranthion sau Sedo albi-Veronicion dillenii, Vegetație anuală la limita mareei, Pante stâncoase silicioase cu vegetație casmofită, Pășuni atlantice udate de apa mării (Glauco-Puccinellietalia maritimae), Dune mobile cu vegetație embrionară, Estuare, Pajiști uscate atlantice de coastă cu Erica vagans, Pseudostepă cu ierburi și specii anuale de Thero-Brachypodietea, Păduri aluvionare cu Alnus glutinosa și Fraxinus excelsior (Alno-Padion, Alnion incanae, Salicion albae), Terase mlăștinoase și terase nisipoase neacoperite de apă la reflux, Bancuri de nisip acoperite în permanență slab de apă marină, Dune de coastă fixe cu vegetație erbacee („dune gri”), Matorral arborescenți cu Laurus nobilis.
La baza desemnării sitului se află mai multe specii protejate:
- plante (1): Rumex rupestris
- păsări (15): pietruș (Arenaria interpres), Calidris alba, Calidris maritima, Calonectris diomedea, șoim călător (Falco peregrinus), scoicar (Haematopus ostralegus), Hydrobates pelagicus, Larus michahellis, sitar de mal nordic (Limosa lapponica), Phalacrocorax aristotelis, cormoran mare (Phalacrocorax carbo), Pyrrhocorax pyrrhocorax, chiră de baltă (Sterna hirundo), chiră de mare (Sterna sandvicensis), silvie de tufiș (Sylvia undata)
- amfibieni (2): Chioglossa lusitanica, Discoglossus galganoi
- mamifere (6): vidră de râu (Lutra lutra), liliac comun (Myotis myotis), marsuin (Phocoena phocoena), liliacul mare cu potcoavă (Rhinolophus ferrumequinum), liliacul mic cu potcoavă (Rhinolophus hipposideros), delfin mare (Tursiops truncatus)
- nevertebrate (2): Coenagrion mercuriale, Elona quimperiana
- reptile (2): Iberolacerta monticola, Lacerta schreiberi

Pe lângă speciile protejate, pe teritoriul sitului au mai fost identificate 2 specii de reptile.